# دیو کیتسون
دیو کیتسون (انگلیسی: Dave Kitson؛ زادهٔ ۲۱ ژانویهٔ ۱۹۸۰) یک بازیکن فوتبال اهل بریتانیا است.